# كفر ناسج

## اصل التسمية
اسمها آرامي [محل شك]

## الموقع الجغرافي
تقع إلى الشمال الغربي من محافظةدرعا بـ 70 كم
تعداد سكان القرية حوالي (3000) نسمة ومساحتها (22) ألف دونم، تبعد عن مدينة دمشق حوالي 50 كم
تحدها من الشرق قرية دير العدس ومن الغرب قريتي المال والطيحة ومن الشمال قرية سبسبا ومن الجنوب الشرقي كفر شمس
تتبع إدارياً لقرية دير العدس

## الاثار التي تحتويها
آثار قديمة رومانية وبيزنطية وإسلامية . فبها عدد من المباني الأثرية القائمة ولكن أهمها ما يقع في البلد القديم حيث من الشرق بناء طابقي قديم به عدد من الغرف وبداخلها قناطر رائعة الجمال مكرنشة بأفاريز تحم